# Hermandad del Ecce Homo (Aspe)

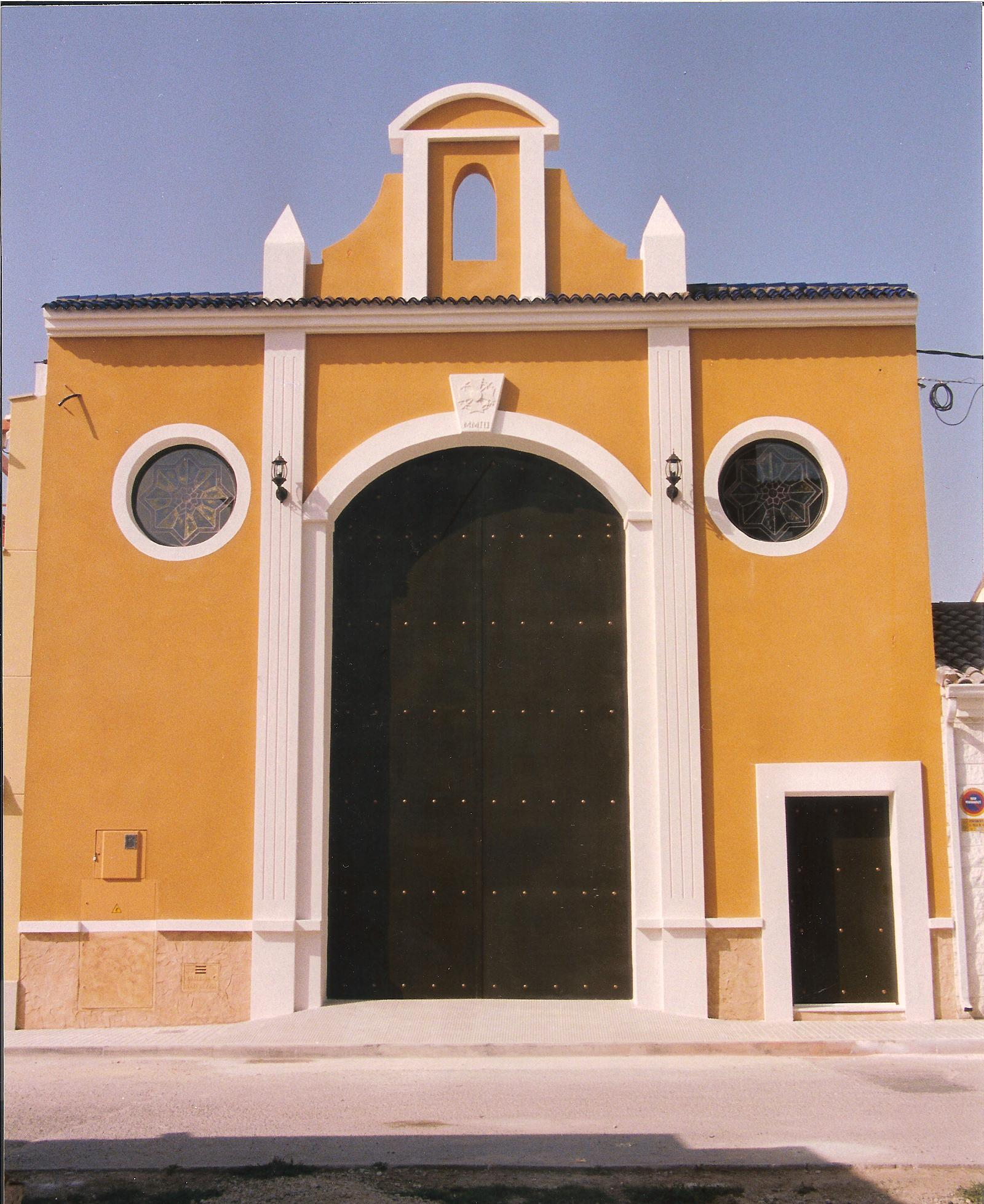
Casa de Hermandad. Año de inauguración 2003.

La Hermandad y Cofradía de Nuestro Padre Jesús del Ecce Homo en su Sagrada Presentación al Pueblo y María Santísima del Amor y la Misericordia, conocida popularmente como la Hermandad del Ecce Homo, es una hermandad religiosa y cofradía del pueblo de Aspe en la provincia de Alicante (España).
La cofradía, que participa en la Semana Santa en Aspe, es una de las protagonistas del Domingo de Ramos. Su Paso de Misterio es cargado a costal por un número de 45 costaleros. Mientras que el Paso de Palio de la Virgen es portado también a costal por una cuadrilla mixta. Anteriormente, fue el primer paso de palio portado exclusivamente por mujeres, en Aspe.

## Historia
La cofradía fue fundada en 1994 por un grupo de cinco personas, amantes de la Semana Santa e integradas, algunos desde bien niños, en otra Hermandad, decidieron dar luz verde a un proyecto que desde algunos meses venían concibiendo. Querían aportar a la Semana Santa de Aspe, un soplo de aire fresco, una nueva forma de entender la Cofradía, un nuevo estilo respetando el de las cofradías ya existentes, la representación de un Misterio de la Pasión todavía no representado por los pasos procesionales existentes en Aspe y en definitiva, un revulsivo para la Semana Santa aspense. 
El primer borrador de sus Reglas fue aprobado el 2 de enero de 1994.El Miércoles Santo de 1995 tuvo lugar la primera estación de penitencia de la Hermandad, con Nuestro Padre Jesús del Ecce Homo, en un sencillo trono llevado con ruedas y acompañado por unos veinte cofrades y por la Banda de la Unión Musical de Petrer.
Sería en la Semana Santa de 1996, en la Procesión del Santo Entierro del Viernes Santo, cuando por primera vez salía a la calle en procesión María Santísima del Amor y la Misericordia, en el mismo sencillo trono del Ecce Homo, pero como éste en este año, ya a hombros de cuarenta y cinco costaleras y con el acompañamiento de la Unión Musical Agost. Nace así la cuadrilla de costaleras de la Hermandad y con ella podemos decir que existe un antes y un después en la participación de la mujer en la Semana Santa de Aspe.
El 29 de marzo de 2003 se inaugura la Casa de Hermandad situada en la C / Guzmán el Bueno n º 3, celebrándose un pequeño concierto por la Agrupación musical Señor del Monte de Guardamar del Segura.
El 17 de febrero de 2008 en procesión extraordinaria se presentó culminado todo el conjunto escultórico del paso de Misterio acompañado por las agrupaciones musicales Santa María Magdalena de Arahal de Sevilla y Señor del Monte de Guardamar del Segura. Días antes, el 3 de febrero, se presentaba el conjunto escultórico en la capital hispalense.

## Pasos e Imágenes
Son dos los pasos procesionales que forman nuestra Hermandad, por un lado: El paso de Misterio en el que se representa el momento en que según las Sagradas Escrituras Jesús es presentado por Poncio Pilato al pueblo: "Volvió a salir Pilato y les dijo:"Mirad, os lo traigo fuera para que sepáis que no encuentro ningún delito en Él". Salió entonces Jesús fuera llevando la corona de espinas y el manto púrpura. Díciles Pilato: ¡Ecce Homo! ¡He aquí al hombre! Cuando lo vieron los sumos sacerdotes y los guardias, gritaron: "Crucifícalo, crucifícalo!"" (Jn 19/4-6)
En el Paso de Palio podemos encontrar a María Santísima en sus advocaciones de Amor y Misericordia. Amor hacia su Hijo y por extensión a todos los cristianos. Y Misericordia, actitud bondadosa de compasión hacia otro, generalmente del ofendido hacia el ofensor o desde el más afortunado hacia el más necesitado. Es uno de los principales atributos divinos. Y que con gran acierto D. Valentín García Quinto, escultor, reflejó en el rostro de nuestra Sagrada Titular.

## Nuestro Padre Jesús del Ecce Homo

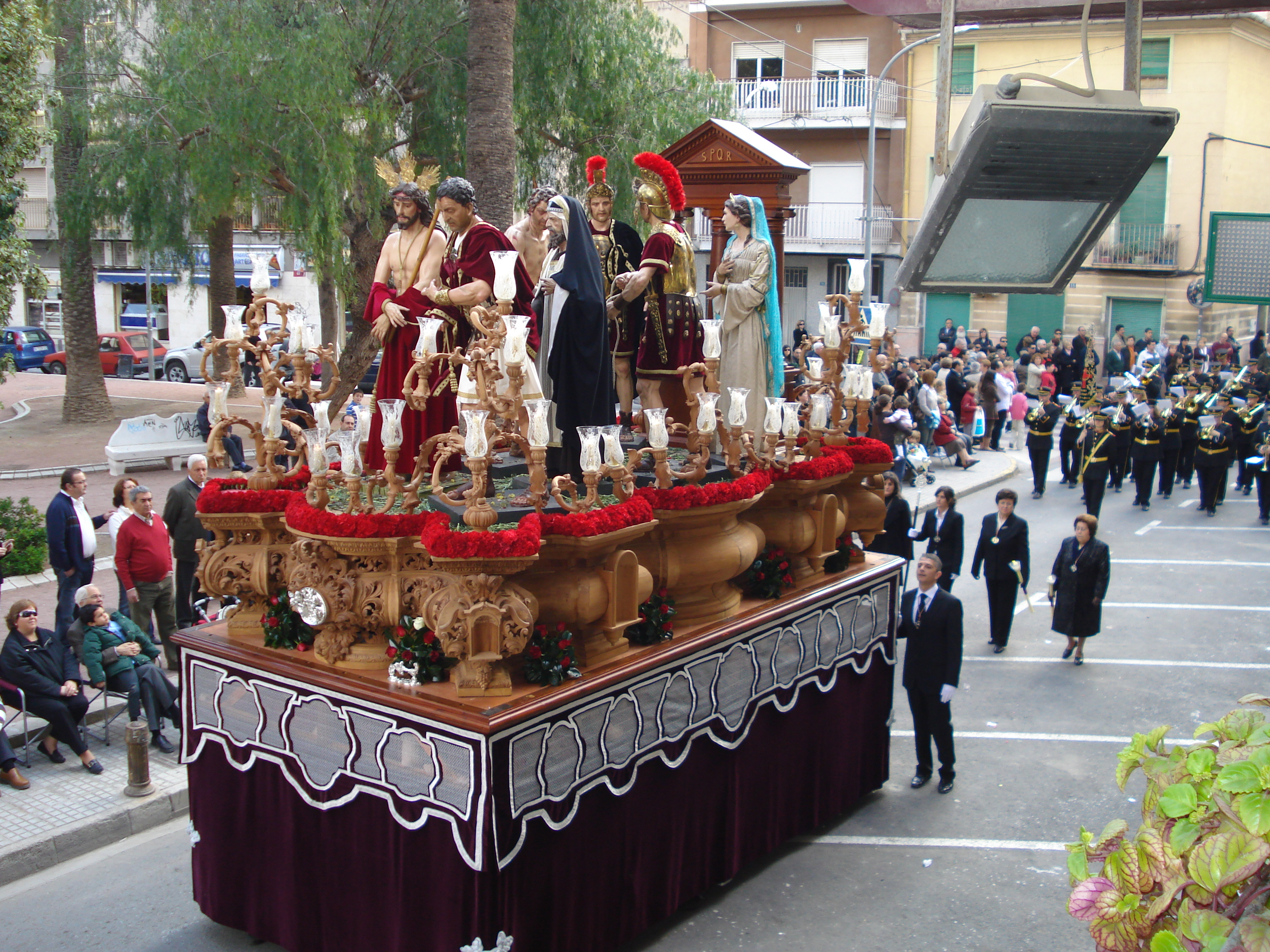
Paso de Misterio de Ntro. Padre Jesús del Ecce Homo.

El conjunto escultórico de Nuestro Padre Jesús del Ecce Homo representa a Jesucristo maniatado en el momento en que Poncio Pilatos lo presenta al pueblo, en presencia de un miembro del Sanedrín, que mira a Jesucristo con cierta ironía; Claudia Procula, dos soldados romanos y justo detrás de la imagen de Jesús del Ecce Homo se encuentra Barrabás con mirada desafiante.
La imagen de Nuestro Padre Jesús del Ecce Homo fue realizada por Valentín García Quinto en 1995 en Albatera (Alicante). Tallada de cuerpo entero sobre madera de pino y de cedro, la imagen, que mide 1,75 m muestra una expresión dulce y serena, con la cabeza ligeramente inclinada al lado izquierdo, al tiempo que la mirada y la forma del arco de las cejas delatan con una cuidada delicadeza, la tristeza y el sufrimiento de Jesús tras la flagelación. 
El resto de las imágenes que componen el paso fueron realizadas entre los años 2006 y 2008, por el escultor imaginero Fernando José Aguado de Sevilla.
De estilo neobarroco, el paso del Señor se encuentra en fase de construcción y durante sus salidas es alumbrado por candelabros de guardabrisas. También contiene trabajos de orfebrería en plata de ley.

## María Santísima del Amor y la Misericordia

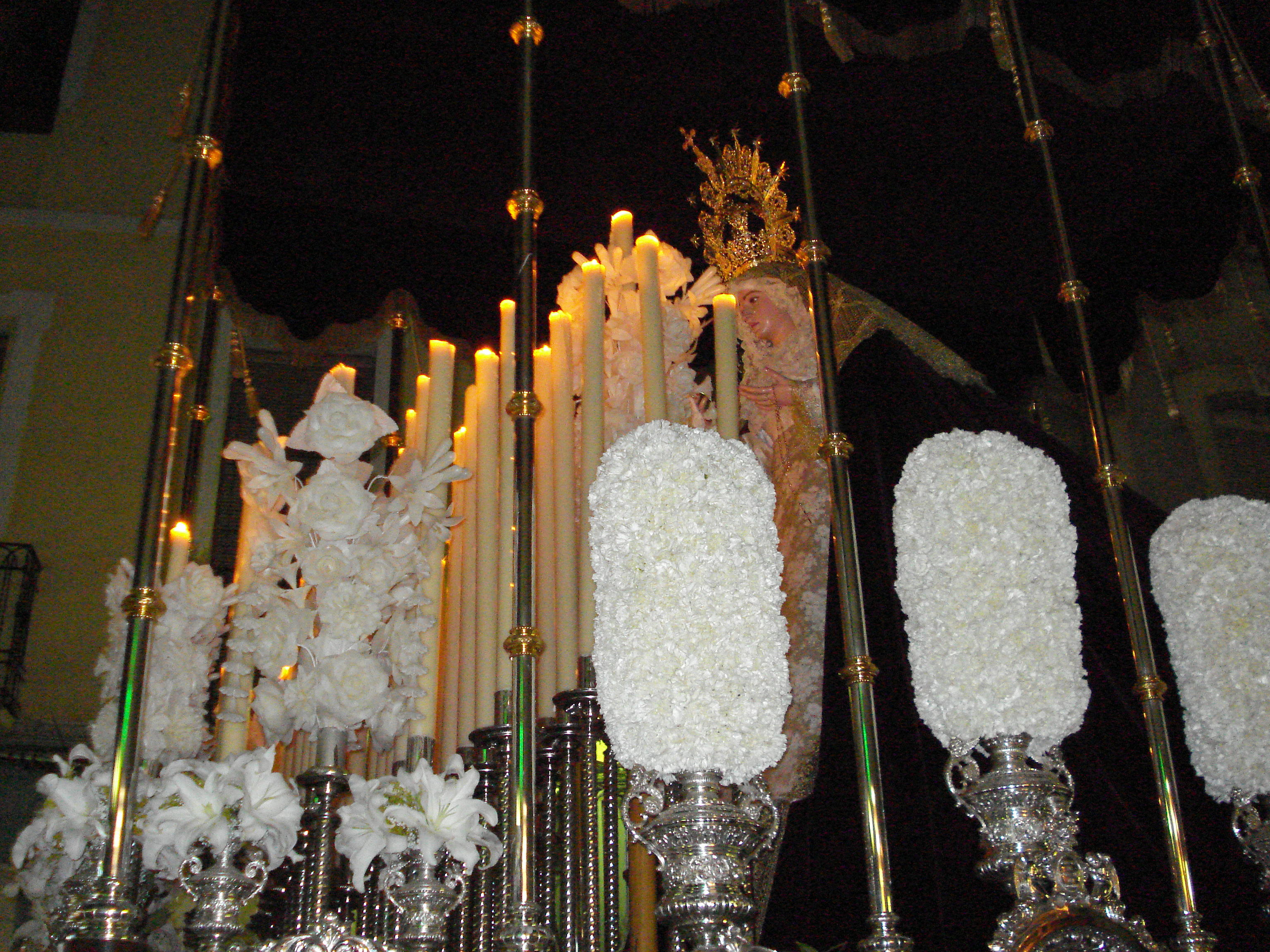
Paso de Palio María Santísima del Amor y la Misericordia.

El segundo paso de la cofradía, alberga bajo palio a María Santísima del Amor y la Misericordia, una imagen del escultor de Albatera D. Valentín García Quinto en 1994. Mide 1,67 m y, al igual que el Cristo, manifiesta una expresión de gran dulzura, reflejada sobre todo en sus grandes ojos de los que brotan cinco lágrimas de cristal y de gran serenidad, con una mirada perdida al frente y la boquita cerrada, como con el llanto contenido por la seguridad de la Resurrección y del triunfo final de su hijo Jesucristo. El imaginero trató de plasmar en este rostro, con gran acierto, el Amor y la Misericordia que forman su advocación.
La Virgen luce una corona repujada y dorada por el orfebre José David de Valencia. Combina dos sayas de salida, una en tisú de plata confeccionada por un aspense y otra de tela de Damasco marfil confeccionada por el modisto alicantino Pepe Botella. Durante la Cuaresma luce un vestido de Hebrea también obra de Pepe Botella. El manto de color Burdeos, fue confeccionado por Sucesores de Esperanza Elena Caro, en Sevilla. 
El paso de palio tiene orfebrería en plata de ley, fue realizado en los talleres de D. Ramón León Pañuelas en el sevillano barrio de Triana. Lleva bambalinas de terciopelo granate. Lleva una miniatura en pasta policromada de la Virgen de las Nieves, patrona de Aspe.

## Nazarenos
La indumentaria de los hermanos nazarenos en las salidas procesionales se compone de la túnica de raso de color marfil con botonadura granate, antifaz de raso marfil sobre capirote de cartón con el escudo de la hermandad en la parte delantera a la altura del pecho, cíngulo de seda en forma de cordón de color granate y terminado en borlas del mismo color, capa de raso granate con el escudo de la hermandad situado a la altura del brazo izquierdo, guantes blancos y zapatos y calcetines negros, estando prohibido el uso de zapatillas, botas y cualquier otro tipo de calzado deportivo. 